# Provincia de Manisa
Manisa es una de las 81 provincias de Turquía.
- Superficie: 13.810 km²;
- Población (2010): 1.379.484
- Densidad de población: 100 hab./km²
- Distritos-16 (ilçeler):
  - Ahmetli
  - Akhisar
  - Alaşehir
  - Demirci
  - Gölmarmara
  - Gördes
  - Kırkağaç
  - Köprübaşı
  - Kula
  - Distritos de la ciudad de Manisa
    - Zaehzadeler: 171 138
    - Yunusemre: 246 440

  - Salihli: 162 787
  - Sarıgöl: 35 890
  - Saruhanlı: 55 340
  - Selendi: 19 781
  - Soma: 109 946
  - Turgutlu: 166 418

Provincia situada en el oeste de Turquía. La capital provincial es Manisa. Limita al oeste con la provincia de Esmirna, al sur con la provincia de Aydin, al sureste con la provincia de Denizli, al este con la provincia de Usak, al noreste con la provincia de Kütahya, y al norte con la provincia de Balikesir. 
En la provincia se encuentra las antiguas ciudades de Sardes, en Salihli, antigua capital de Lidia, y donde reinó Creso, y Tiatira y Filadelfia, dos de las siete ciudades del Apocalipsis.

## Enlaces
- Información meteorológica

- Datos: Q130553
- Multimedia: Manisa Province / Q130553